# Kluisbergen
Kluisbergen es un municipio de la provincia de Flandes Occidental, Bélgica. Comprende los pueblos de Berchem, Kwaremont, Ruien y Zulzeke. El 1 de enero de 2013, Kluisbergen tenía una población de 6446 habitantes. Su superficie es de 30,38 km², lo que supone una densidad de 203 habitantes por km². Es conocido por sus colinas, populares entre los ciclistas. El pueblo de Ruien es el más grande. Kwaremont tiene el título de «Pueblo artista» debido a sus numerosos pintores y galerías de arte. También es sede del Kluisbos, un bosque que tiene dos piedras verticales que datan de la época romana.

## Demografía

### Evolución
Todos los datos históricos relativos al actual municipio, el siguiente gráfico refleja su evolución demográfica, incluyendo municipios después de efectuada la fusión el 1 de enero de 1977.
| Gráfica de evolución demográfica de Kluisbergen entre 1846 y 2019 |
|                                                                   |

- Datos: Q840517
- Multimedia: Kluisbergen / Q840517

1. ↑  Worldpostalcodes.org, código postal n.º 9690.